# Dorothea Sharp
Dorothea Sharp (1874, Dartford, Kent -17 de diciembre de 1955) fue una pintora británica, conocida por sus paisajes y estudios naturalistas de niños jugando.

## Biografía
Nació en Dartford, Kent, comenzó su formación artística a los 21 años en la escuela de arte de Richmond dirigida por C. E. Johnson RI. Estudió en la Universidad de Westminster donde su trabajo fue admirado por George Clausen y David Murray. Se mudó a Paris en donde se vio influenciada por las obras impresionistas, en particular las de Claude Monet, dando como resultado su estilo altamente impresionista y espontáneo.
En 1903 se vuelve miembro de la Sociedad de Mujeres Artistas y para 1908 elevó el nivel de su membresía convirtiéndose en vicepresidenta por 4 años. Fue elegida miembro de la Real Sociedad de Artistas Británicos en 1907 y del Real Instituto de Pintores al Óleo en 1922. Su obra fue exhibida en la Academia Real de 1901 a 1948. Fue la primera mujer en mostrar pinturas en la Galería Connell en 1933; fue descrita por Harold Sawkins como una de las mejores pintoras inglesas de la época. Durante la década de 1920 viajó por Europa para pintar y también a St Ives, Cornualles, donde conoció a la artista Marcella Smith, quién se convirtió en una gran amiga para el resto de su vida. Fue nombrada miembro honorario de la Sociedad de Artistas de St. Ives en 1928.
Murió el 17 de diciembre de 1955, a los 81 años.